# Chambers (Nebraska)
Chambers è un comune degli Stati Uniti d'America, situato nello Stato del Nebraska, nella contea di Holt.